# Zakaria Abahassine
Zakaria Abahassine (sinh ngày 23 tháng 7 năm 1988) là một cầu thủ bóng đá người Phần Lan. Hiện anh đang chơi cho câu lạc bộ JIPPO tại Ykkönen - Giải bóng đá hạng nhất Phần Lan.

## Gia đình
Cha của Abahassine là người Maroc,mẹ anh là người Phần Lan.